# Museo de arte islámico (Gazni)
El Museo de arte islámico es un museo situado en Gazni, una localidad del país asiático de Afganistán. Se encuentra en Rauza, un barrio de Gazni. Fue inaugurado por la Misión Arqueológica Italiana en 1966, dentro de un mausoleo restaurado del siglo XVI que pertenecía a Abd al-Razzaq, con la intención de mostrar utensilios de la época islámica. El trabajo se detuvo durante la guerra contra la Unión Soviética después de 1979, cuando varias de sus piezas fueron dañadas. Se restauró en el período 2004-2007. Algunos de los restos arqueológicos descubiertos en el territorio de Gazni no se exhiben en este museo, sino en museos de Kabul.